# Эрнрот (дворянский род)
Эрнрот (швед. Ehrnrooth) — финско-шведский дворянский род.

## Происхождение и история рода
Семья Эрнрутов прибыла в Финляндию из Германии через Прибалтику. Офицер Ханс Плагман переехал в Финляндию из Ливонии около 1600 года. его сын Ханс Плагман (умер в 1679 году) был торговцем и ратманом в Турку. Его сын судья в Кексгольме Йохан Плагман (1623-1696) был посвящен в рыцари в 1687 году под именем "Эренрот" (Ehrenrooth), но позже одна буква "е" была опущена в написании этого имени. Дворянский род внесён под номером 1123 в матрикул Шведского рыцарского дома.
Генерал-майор Карл Густав Эрнрот был награжден Орденом Меча в 1801 году. Когда в 1818 году был создан рыцарский дом Финляндии, в матрикул Рыцарского дома Великого княжества Финляндского потомки Карла Густава Эрнрута как более знатный род были занесены под номером 73, а остальные Эрнруты — как дворянский род под номером 85.